# Diplocentrum
Diplocentrum – rodzaj roślin z rodziny storczykowatych (Orchidaceae). Obejmuje dwa gatunki będące endemitami Indii, przy czym wedle źródła z XIX wieku rodzaj występował także na Sri Lance. Oba gatunki są epifitami rosnącymi w lasach liściastych na wysokościach 1200–1600 m n.p.m.

## Morfologia
KwiatyOdwrócone, zielonkawe lub różowawe. Warżka różowa do fioletowej.

## Systematyka
Rodzaj sklasyfikowany do podplemienia Aeridinae w plemieniu Vandeae, podrodzina epidendronowe (Epidendroideae), rodzina storczykowate (Orchidaceae), rząd szparagowce (Asparagales) w obrębie roślin jednoliściennych.
Wykaz gatunków
- Diplocentrum congestum Wight
- Diplocentrum recurvum Lindl.